# Ametyst
Ametyst – minerał, fioletowa i przezroczysta do przeświecającej odmiana kwarcu. Kamień półszlachetny, używany w jubilerstwie. Jego nazwa pochodzi z języka greckiego i oznacza „trzeźwy” (ἀ- a – ‘nie’, μέθυστος méthystos – ‘pijany’), gdyż według greckich wierzeń, picie wina z czar ametystowych zabezpieczało pijącego przed upiciem się.

## Właściwości
Jest to odmiana kwarcu o zabarwieniu fioletowym, purpurowym lub purpurowo fioletowym, przezroczysta do przeświecającej. Swoją barwę zawdzięcza centrom barwnym utworzonym przez jony żelaza i wzbudzeniu ich promieniowaniem wysokoenergetycznym. Intensywność koloru nie zmienia się do 250 °C, podgrzewany powyżej tej temperatury ametyst staje się bezbarwny. Przy 500 °C fioletowy ametyst staje się cytrynowy (w tym stanie czasami sprzedawany jako kamień ozdobny cytryn).
Barwa ametystu uwarunkowana jest zjawiskami elektronowego oddziaływania między jonami Fe2+
 i Fe3+
. Jony te zajmują różne pozycje w strukturze kwarcu. Wskutek tego w ametyście powstają dogodne warunki do tworzenia się różnie naładowanych jonów Fe2+
 i Fe3+
, między którymi następuje przenoszenie ładunku (Fe2+
 + Fe3+
  ⇄  Fe3+
 + Fe2+
) i tworzenie centrów barwnych. Promieniowanie gamma lub rentgenowskie aktywuje centra barwne, a podgrzewanie dezaktywuje je, w wyniku czego zmienia się barwa minerału.
Tworzy kryształy o pokroju słupkowym, rzadziej igiełkowym (do kilku centymetrów, bardzo rzadko tworzy czyste kryształy powyżej 10 cm). Najczęściej występuje w formie szczotek krystalicznych w pustkach skalnych (geodach, druzach, szczelinach). Wykształca skupienia zbite i ziarniste. Często wykazuje charakterystyczne wstęgowanie/smugowanie – naprzemienne ułożenie warstewek o różnym natężeniu barwy. Czasami tworzy formy o wykształceniu berłowym.

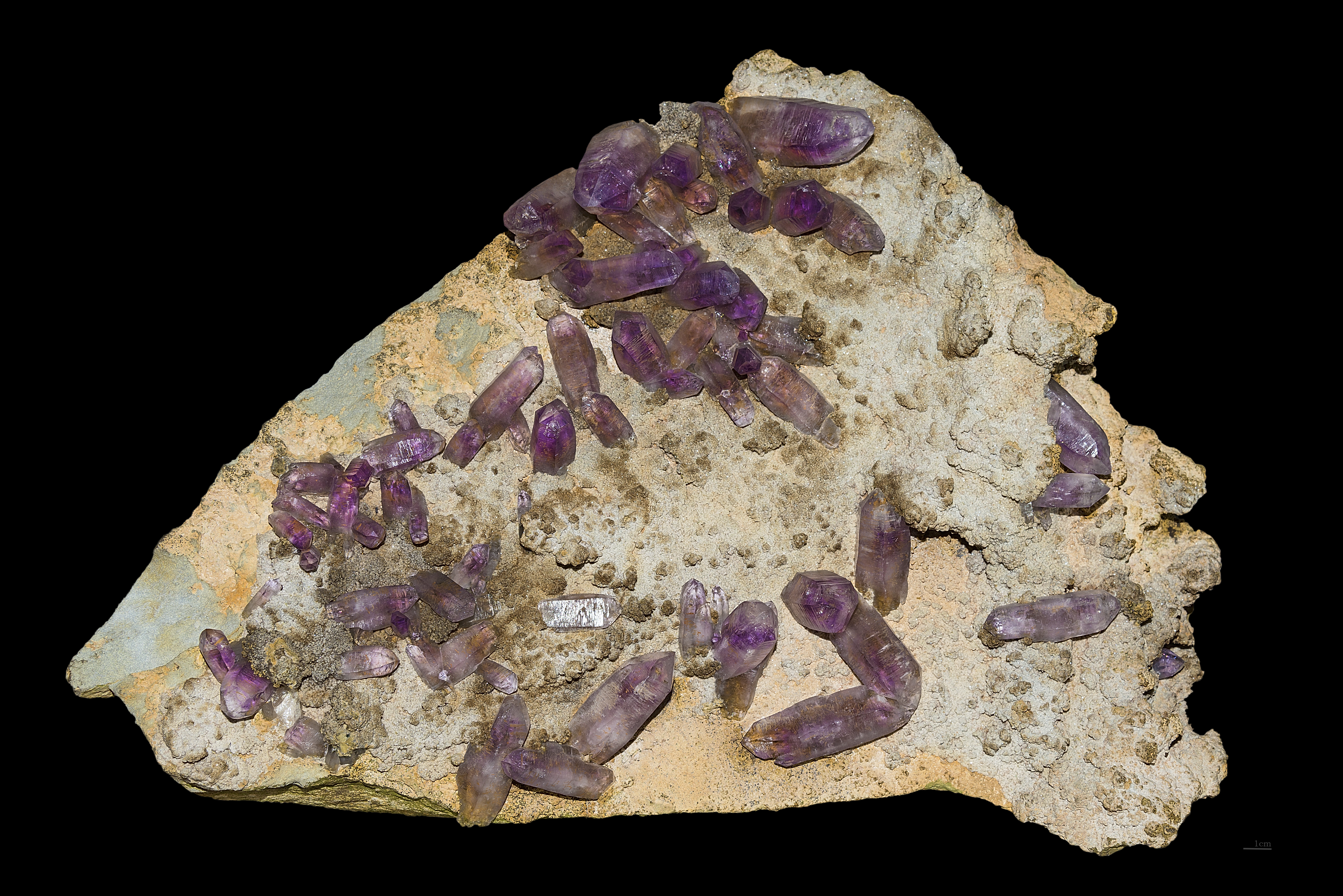
Guerrero, Meksyk
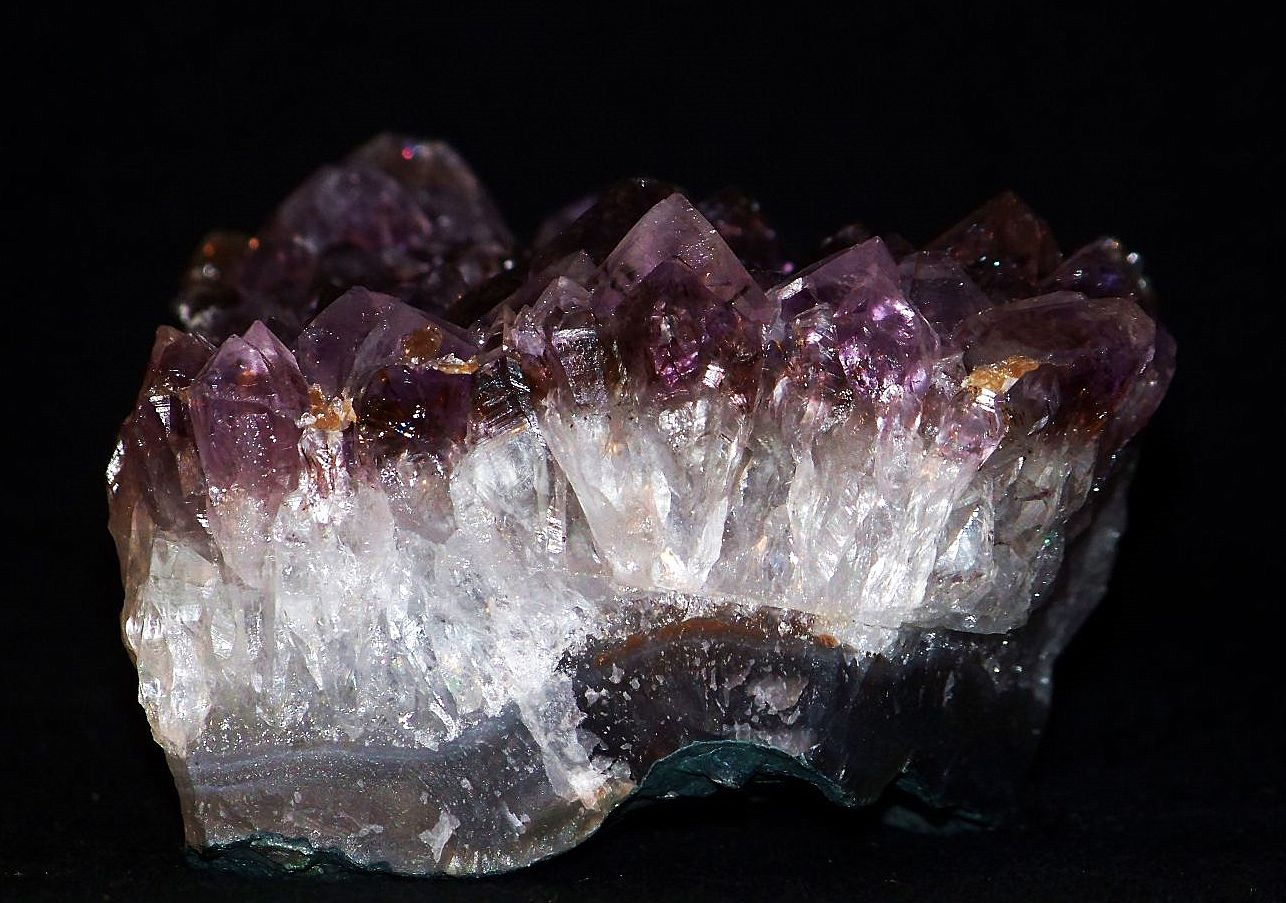
Poniżej kryształów kwarcu widać skupienia chalcedonu
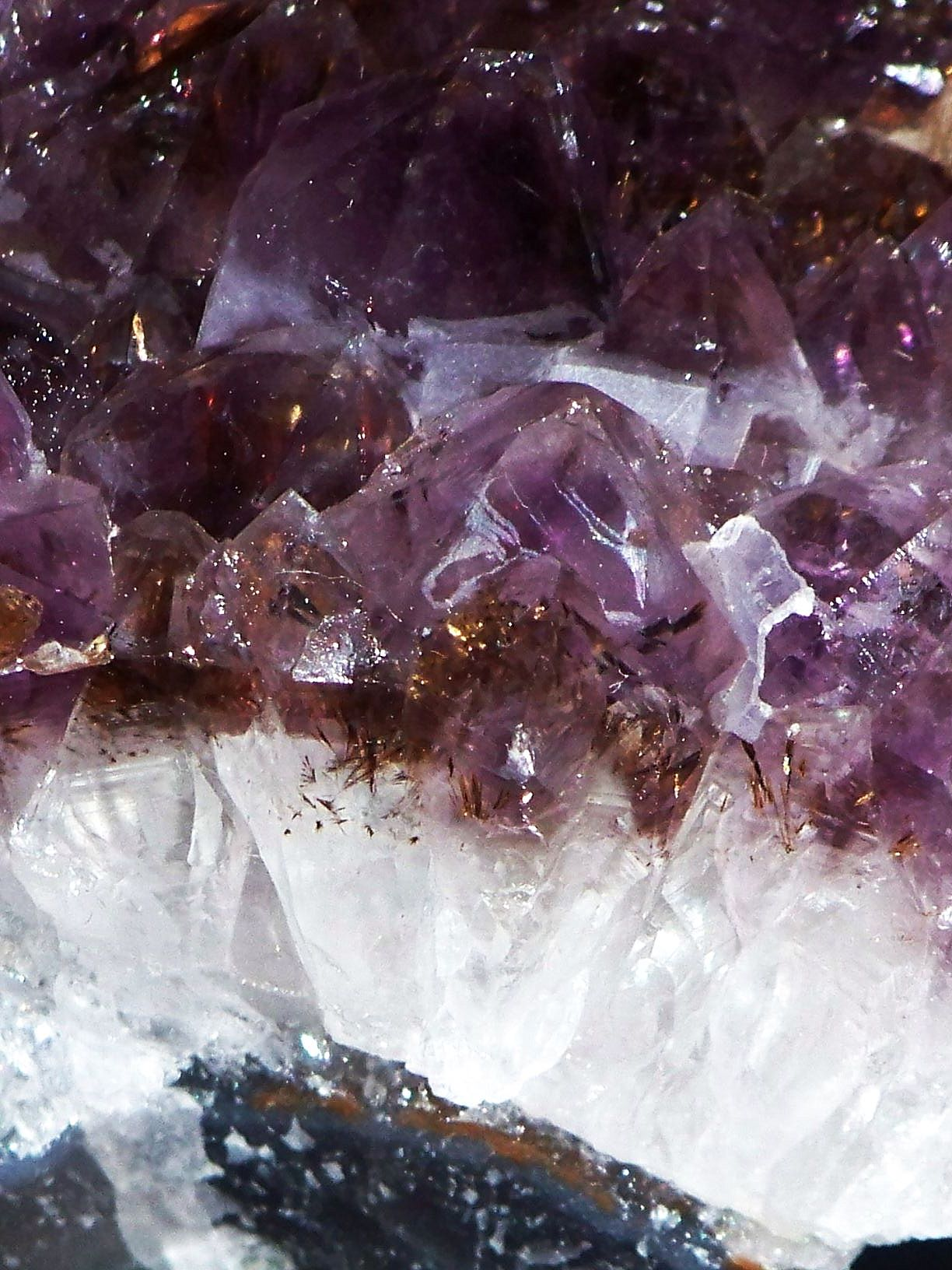
Igiełki wrosłe w kryształy ametystu to inkluzje rutylu, podobnie jak włosy Wenus
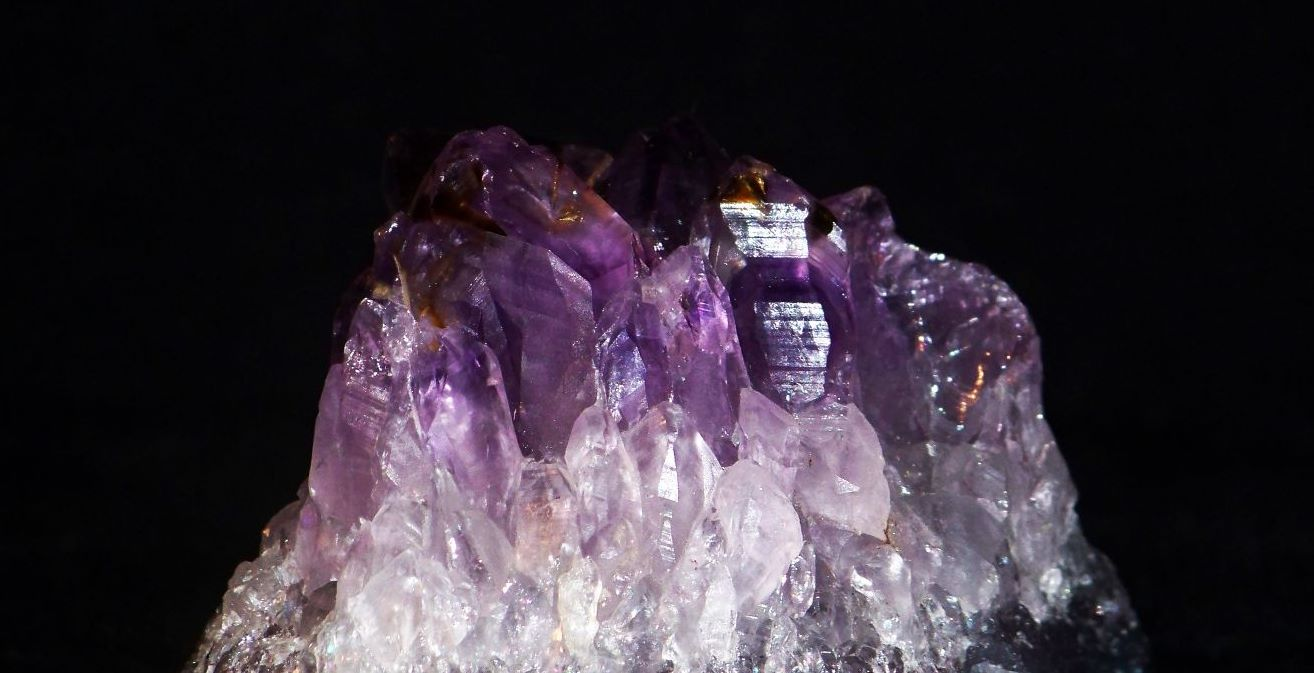
Mniejsza szczotka ametystowa, tym razem wraz z inkludującym göethytem
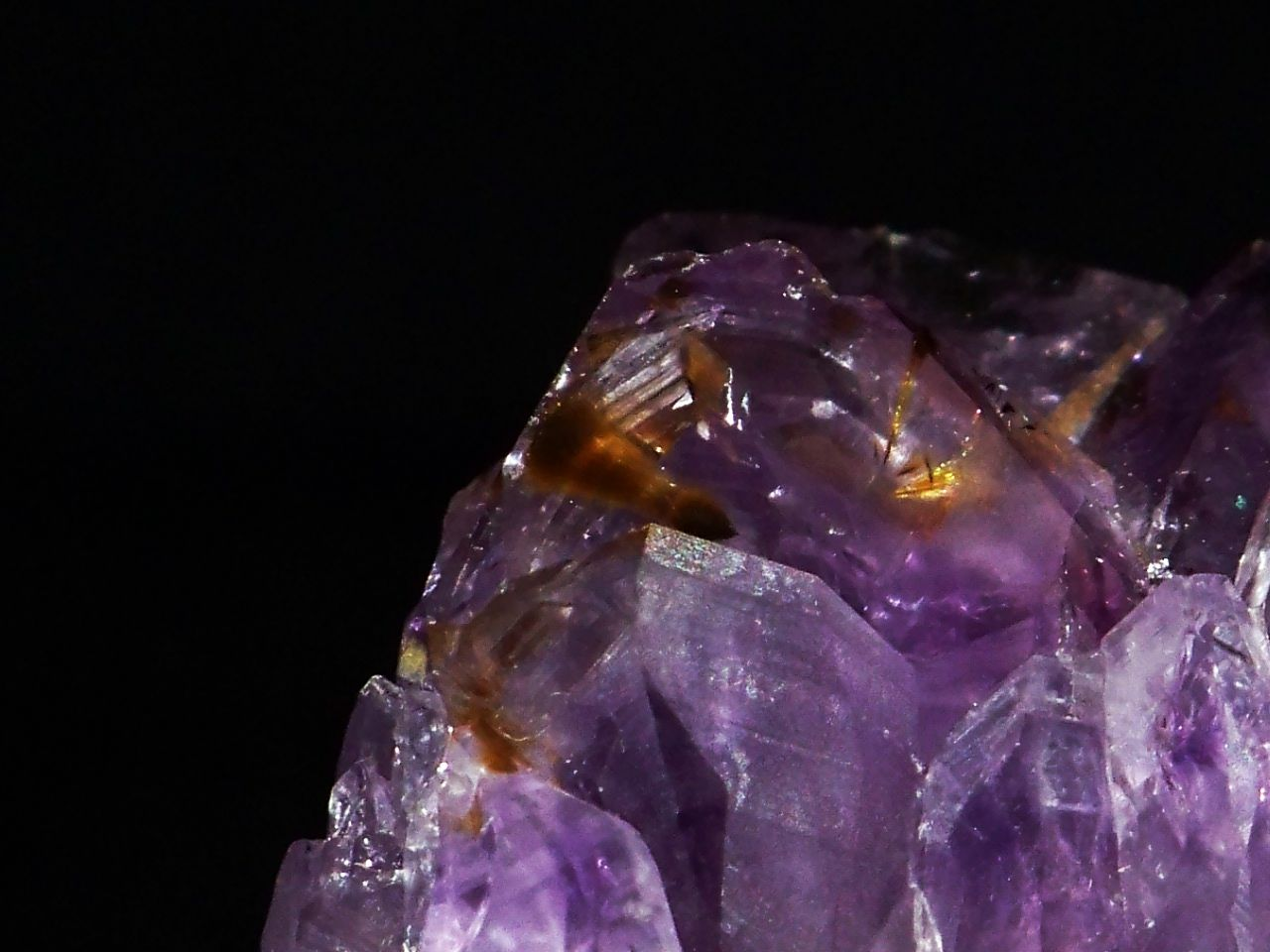
Wcześniej wspomniany göethyt, przypadek podobny co tygrysie oko
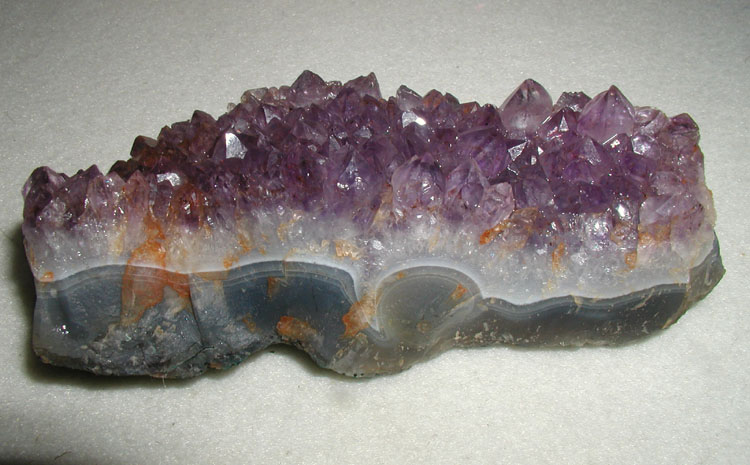
Szczotka ametystowa – 13 cm
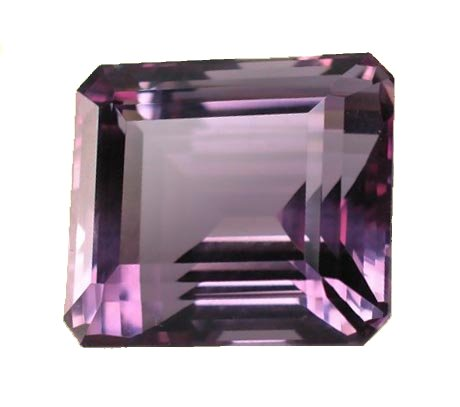
Ametyst – szlif kwadratowy
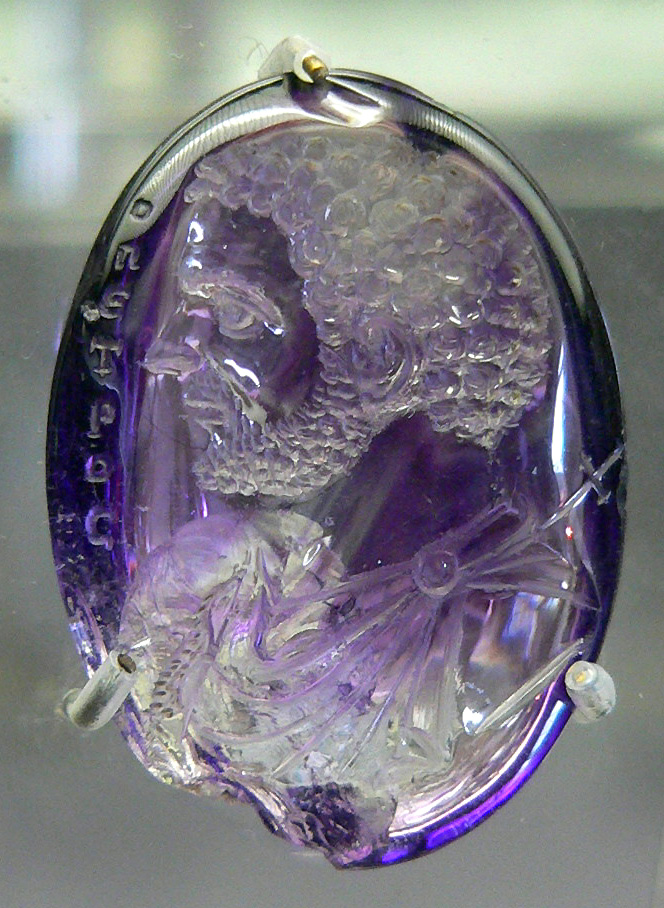
Ametyst oszlifowany jako gemma

## Występowanie
W dużych ilościach wśród utworów pneumatolitowych i hydrotermalnych; także wśród skał osadowych (żwiry, piaski). Występuje głównie w próżniach pogazowych skał bazaltowych, w tak zwanych geodach lub migdałach. Geody pochodzące z Brazylii osiągają czasem wielkość ponad jednego metra sześciennego.
Miejsca występowania: Brazylia – Bahia, Minas Gerais, Mato Grosso, Urugwaj – Artigas, Iran, USA – Montana, Georgia, Arizona, Rosja – Ural, w rejonie Jakucka, na Płw. Kolskim, Niemcy, Szwecja, Austria, Sri Lanka, Finlandia, Węgry, Kazachstan, Nigeria, Norwegia, Pakistan, Tanzania, Madagaskar, w Alpach.
W Polsce został stwierdzony w Małopolsce (Rudno, Regulice, Alwernia koło Krzeszowic), w Tatrach - w dolomicie oraz już w XV wieku w dużych złożach na Dolnym Śląsku w okolicach Szklarskiej Poręby i Karpacza. Został stwierdzony także w okolicach Kletna, Lwówka Śląskiego, Kamienne Góry, Wleniu, Różanej, Świerzawy, Suszynie czy Lubiechowej.

## Charakterystyka ametystów z różnych lokalizacji

### Afganistan
Okazy te są najczęściej w formie podwójnych dobrze zakończonych kryształów występujących w kalcycie. Ich kolor zwykle jest ciemnofioletowy z jasnym pryzmatem.

### Austria
Ametysty stąd pochodzą głównie z rejonu Alp Zillertalskich oraz Tyrolu; Najczęściej przyjmują formę berłową, szkieletową czy strefową; tworzą się także na innych kwarcach; charakteryzują się wyrazistym fioletem; rzadkie i cenione przez kolekcjonerów.

### Kanada
Ametysty w Kanadzie są wydobywane przede wszystkim w regionie Thunder Bay w Ontario; występują w różnych odcieniach fioletu na krawędziach zwykle ametyst staje się bezbarwnym kwarcem; charakterystyczne dla nich jest występowanie nalotów czerwonego hematytu.

### Grecja
Grecja oferuje ametysty z wyspy Serifos oraz z alpejskich rozpadlin w Rodopach, na północnych zboczach graniczących z Bułgarią. Typowe formy obejmują efektowne ametystowe berła osadzone na kryształach kwarcu dymnego oraz pryzmatyczne kryształy zdobione hematytowymi wtrąceniami. Kolory kryształów ametystu to głównie wyraziste strefowe zabarwienie oraz czerwone, błyszczące wtrącenia hematytu.

### Węgry
Na Węgrzech ametysty zostały odkryte w Górach Zempléni w okolicach Nyíri. Przypominają fioletowy chalcedon, jednak w rzeczywistości są promieniście rosnącymi kryształami ametystu. Mają jedwabisty połysk i są półprzezroczyste.

### Rosja
Ametysty z regionu Murinska w Uralu, charakteryzują się krótkimi, pryzmatycznymi kryształami, często o formie berłowej i bardziej doskonałych kształtach w porównaniu do alpejskich ametystów. Kolor tych kryształów jest różny, ale niektóre z nich osiągają bardzo głębokie i intensywne barwy.

### Kazachstan
Kryształy ametystów z lokalizacji na zachodnim wybrzeżu Jeziora Bałchasz są małe i mają krótko-pryzmatyczną formę. Siedzą one na macierzystej matrycy z kwarcytu, często w towarzystwie mniejszych kryształków kwarcu. Kryształy są zazwyczaj podwójnie zakończone. Ich większa część jest bezbarwna, natomiast końce są intensywnie zabarwione. Swoim wyglądem przypominają te meksykańskie szczególnie z Veracruz.

### Norwegia
Norwegia ma kilka lokalizacji ametystów, które pod pewnymi względami przypominają te w Alpach. Najczęściej spotykane są kryształy o krótkich pryzmatach i berła. Przykładem takiej lokalizacji jest Stange, Hedmark.

### Urugwaj
Okazy z tej lokalizacji wykazują bardzo ciemny, intensywny kolor przez co są cenione przez kolekcjonerów na całym świecie; występują najczęściej na bazalcie; często tworzą geody, największa znana geoda ametystowa na świecie pochodzi właśnie stamtąd.

### Afryka Południowa
Południowa Afryka jest znana z występowania tam wyjątkowych ametystów kaktusowych powstałych na skutek narastania młodszych kryształów na starsze; występują w kolorach białych żółtych dymnych i fioletowych; Lokalizacja przez wiele lat nie była precyzyjnie określona natomiast obecnie przyjmuje się, że jest to farma Bouthenhouthoek, Mathys Zyn Loop.

### Brazylia
Ametysty z Brazylii, głównie z Rio Grande do Sul, tworzą piękne druzdy w pustkach bazaltów, występują także pod postacią ciemnofioletowych ametystów berłowych z inkluzjami goethytu czy żółto-brązowych igiełek rutylu. Między Iraí a Planalto można znaleźć pryzmatyczne kryształy o bladej różowawej barwie z niebieskim chalcedonem w środku. Kryształy często posiadają dobrze rozwinięte pryzmatyczne powierzchnie oraz nierównomierne zabarwienie.

### Niemcy
Idar-Oberstein był kiedyś znaczącym źródłem ametystów, zanim niemieccy emigranci w XIX wieku zaczęli wydobywać je w Ameryce Południowej. Obecnie w Niemczech nie prowadzi się komercyjnego górnictwa ametystów ani agatu. Jednak są miejsca, gdzie za opłatą można zbierać minerały, na przykład w kamieniołomie Juchem w Niederwörresbach. W kamieniołomie Juchem można znaleźć ametysty o różnych formach, często są to krótko-pryzmatyczne kryształy o różnych odcieniach fioletu. Czasem występują w nich różne inkluzje lub powłoki. Inne lokalizacje w Niemczech, takie jak kamieniołomy wzdłuż Renu lub w rejonie Erzgebirge, także przyciągają kolekcjonerów minerałów, chociaż zasoby ametystów są tam ograniczone. Przykładami takimi są np. Thermalbad Wiesenbad czy Steinbuch Setz. Niemieckie ametysty podobnie jak polskie występują także w formie szczelinowej szczególnie te z rejonu Karkonoszy, niemieckie okazy bywają także pokryte hematytem.

### Polska
W Polsce ametyst był znany już w czasach średniowiecznych w XV wieku Walonowie wydobywali go na terenie Karkonoszy. Najczęstszą formą są szczotki i pojedyncze kryształy, występują także w formie szczelinowej (warstwowej) gdzie ametyst bywa „przeplatany” innymi minerałami np. kwarcem mlecznym czy chalcedonem. Tworzy geody z innymi odmianami kwarcu czy agatami. Zwykle jest jasno fioletowy lub lekko różowy, okazy ciemno fioletowe trafiają się całkiem rzadko. Występuje głównie na terenie Dolnego Śląska przed wszystkim w okolicach Szklarskiej Poręby i Karpacza. Został stwierdzone także w Kowarach, Lubiechowej, Różanej, Gozdnie, Nowym Kościele, Sokołowcu, Płóczkach Górnych, Grzędach czy w Kletnie; w Małopolsce występuje w Regulicach, Rudnie czy Alwerni.  

### Włochy
Ametysty z Osilo na Sardynii są cenionymi okazami kolekcjonerskimi, występującymi w miękkich, zielonkawych warstwach trachitu w kamieniołomach niedaleko Sassari. Kryształy są małe (zwykle poniżej 5 cm), pryzmatyczne, o równomiernym, choć niezbyt głębokim zabarwieniu, i mogą być przezroczyste lub półprzezroczyste. Często towarzyszą im kalcyt i syderyt. Kryształy mają różne formy, w tym heksagonalne i trójkątne, z niektórymi wykazującymi fenestrację lub teleskopowe kształty, co czyni je interesującymi i różnorodnymi okazami.

### Madagaskar
Ametysty sceptry z okolic jeziora Alaotra w centralnym Madagaskarze pochodzą głównie z pegmatytów, a te z północno-wschodniego wybrzeża znajdują się w żyłach i pustkach w gnejsach. Interesujące ametysty z wieloma strefami kolorów, przypominającymi fantomy, pochodzą z okolic Ankazobe. Mają one formę przypominającą kryształy z regionu Tessin, a fantomy kolorów są skoncentrowane w centrum, zazwyczaj mgliste i słabo widoczne.

### Maroko
Maroko jest znane przed wszystkim z rzadkich ametystów klepsydrowych. Są to specjalne odmiany, które występują w formie małych, wydłużonych kryształów przypominających kształtem klepsydrę. Charakteryzują się one regularnymi pryzmatycznymi formami, gdzie długość jest znacznie większa od szerokości. Te kryształy są zazwyczaj przezroczyste do półprzezroczystych i mają intensywny fioletowy kolor często jaśniejsze w środku, często białe.

### Namibia
Namibia jest znana przede wszystkim z ametystów berłowych połączonych z formą szkieletową, którym towarzyszą różne inkluzje np. pęcherzyki wodne czy rutylu. Oprócz ametystów w podobnej formie występują także kwarce dymne czy kwarce mleczne. Okazy zwykle są ciemnofioletowe z białymi wnętrzami. Najpopularniejszą lokalizacją dla tej formy okazów jest złoże w okolicy gór Brandberg czy gór Goboboseb.

### USA
Na Peterson Mountain w Nevadzie kryształy kwarcu, w tym ametysty, występują w różnych odcieniach, od jasnych do głęboko fioletowych. Często są to pryzmatyczne kryształy z efektem fantomu, na przykład w postaci fantomu cytrynu wewnątrz kryształu ametystowego. Charakteryzują się one także wielobarwnością, w tym w postaci bereł i fantomami kwarcu dymnego. Ze względu na swoją rzadkość są poszukiwane i cenione przez kolekcjonerów.
W Kingston Range ametysty są zazwyczaj jasne do średnio fioletowe i występują w formie pryzmatycznych kryształów, jak i żyłach kwarcu.
Natomiast Four Peaks w Arizonie słynie z intensywnych, głęboko fioletowych kryształów ametystu. Są to zwykle duże, dobrze ukształtowane kryształy o wyraźnych pryzmatycznych formach. Ametysty z Four Peaks są cenione na rynku kolekcjonerskim ze względu na ich intensywny kolor i wysoką klarowność.

### Meksyk
Meksykańskie ametysty pochodzą głównie z dwóch znanych miejsc: Las Vigas w Veracruz i Amatitlan w Guerrero. W Las Vigas kryształy ametystu rosną w szczelinach w wulkanicznych skał andezytowych, zazwyczaj w formie pryzmatycznych kryształów, które są przejrzyste z intensywnym fioletem na zakończeniach. Często zawierają inkluzje hematytu czy wody. Natomiast ametysty z Amatitlan najczęściej przezroczyste z intensywnym fioletem w środku i białymi lub bezbarwnymi końcami, czasami z różnymi inkluzjami.
Dodatkowo, geody znane jako Choyas geodes, zbierane w okolicach Las Choyas, Chihuahua, zawierają różne rodzaje kwarcu, w tym ametyst z fioletowymi końcami, często pokryte warstwą ciemnobrązowego kalcytu i powłoką z wietrzonego tufu wulkanicznego.

### Galeria

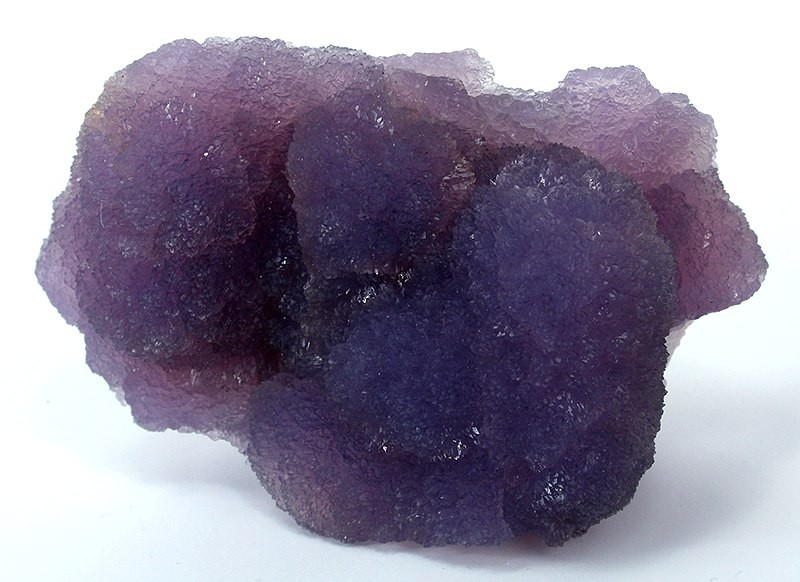
Ametyst, Nyíri, Góry Zempléni, Węgry
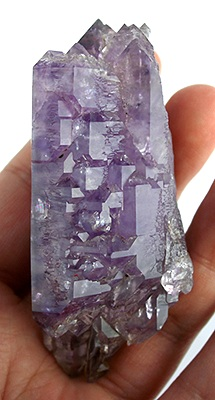
Ametyst, Dolina Ziller, Tyrol, Austria
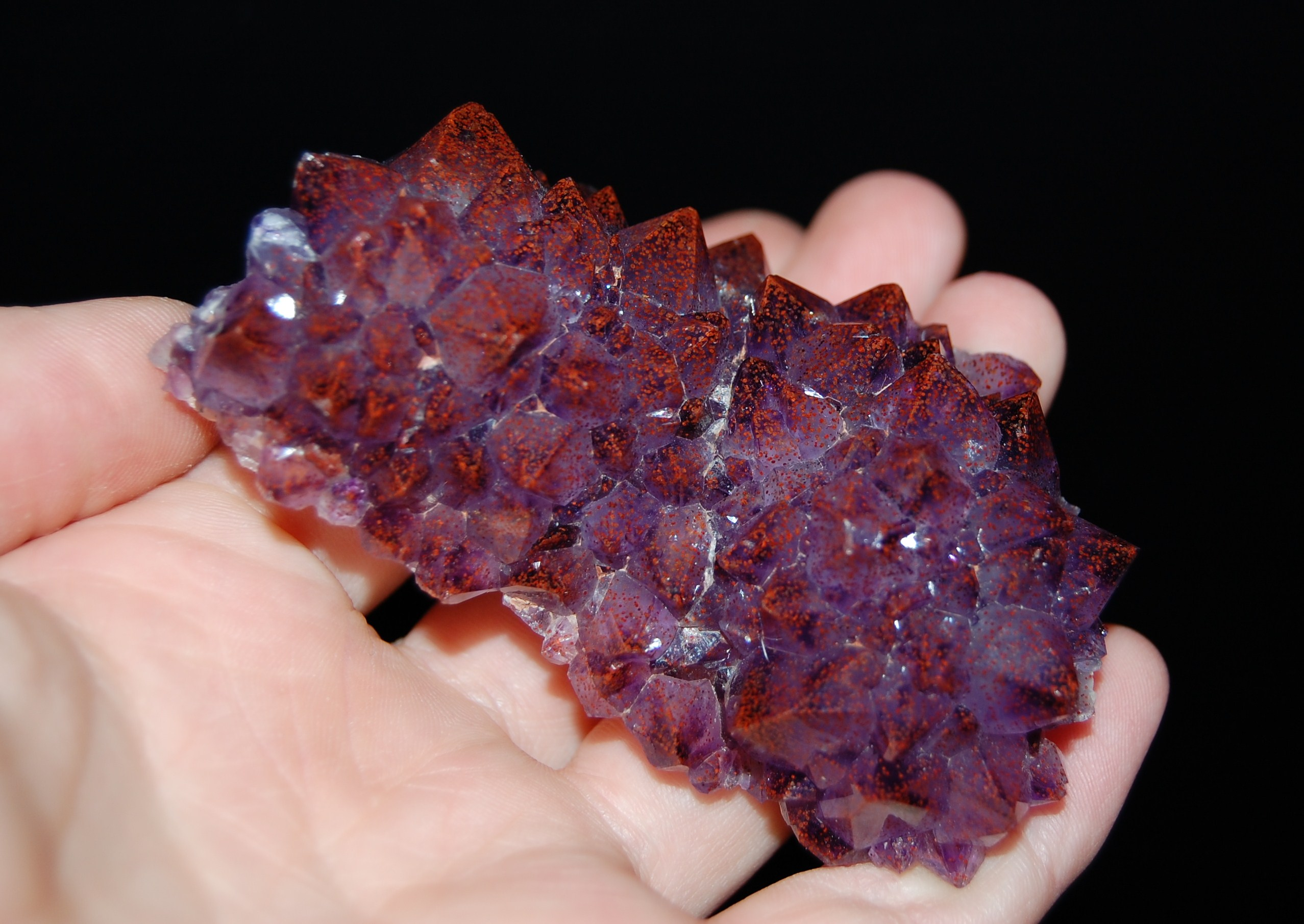
Ametyst z hematytem Thunder Bay, Kanada
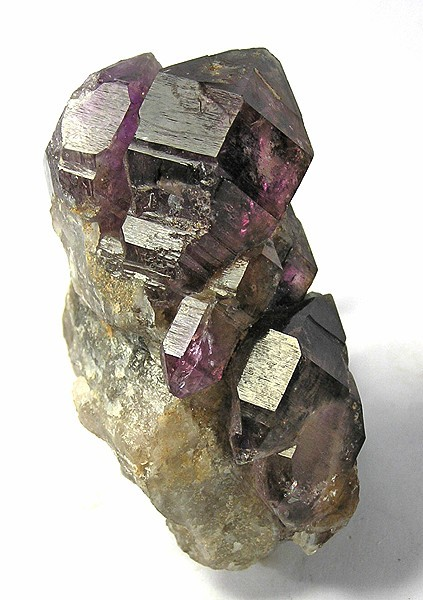
Ametyst, Macedonia, Grecja
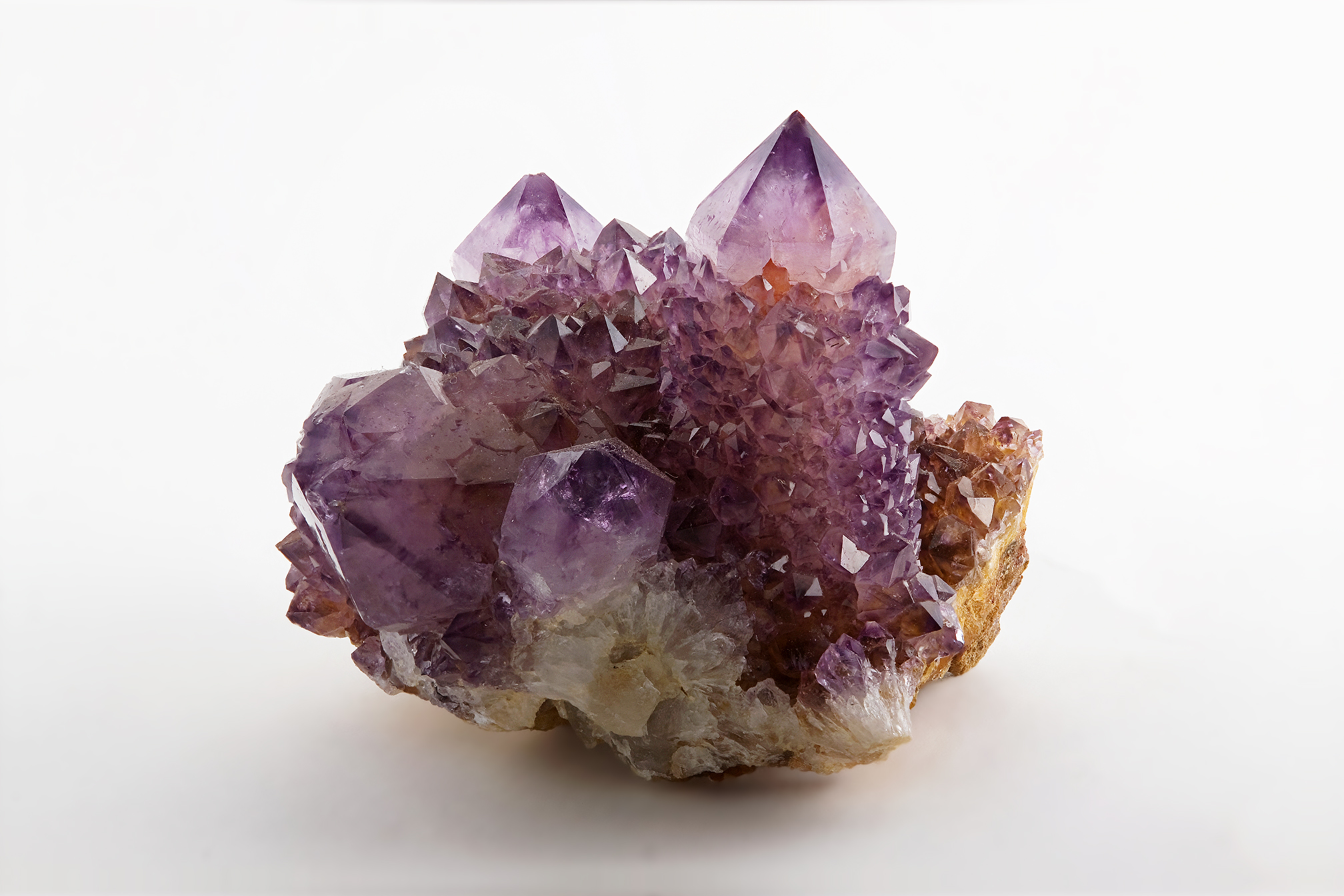
Ametyst kaktusowy, Magaliesburg, Afryka Południowa
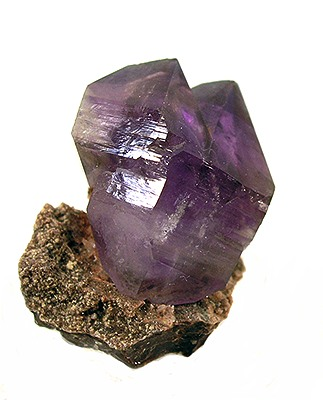
Preozersk, Jezioro Bałchasz, Kazachstan
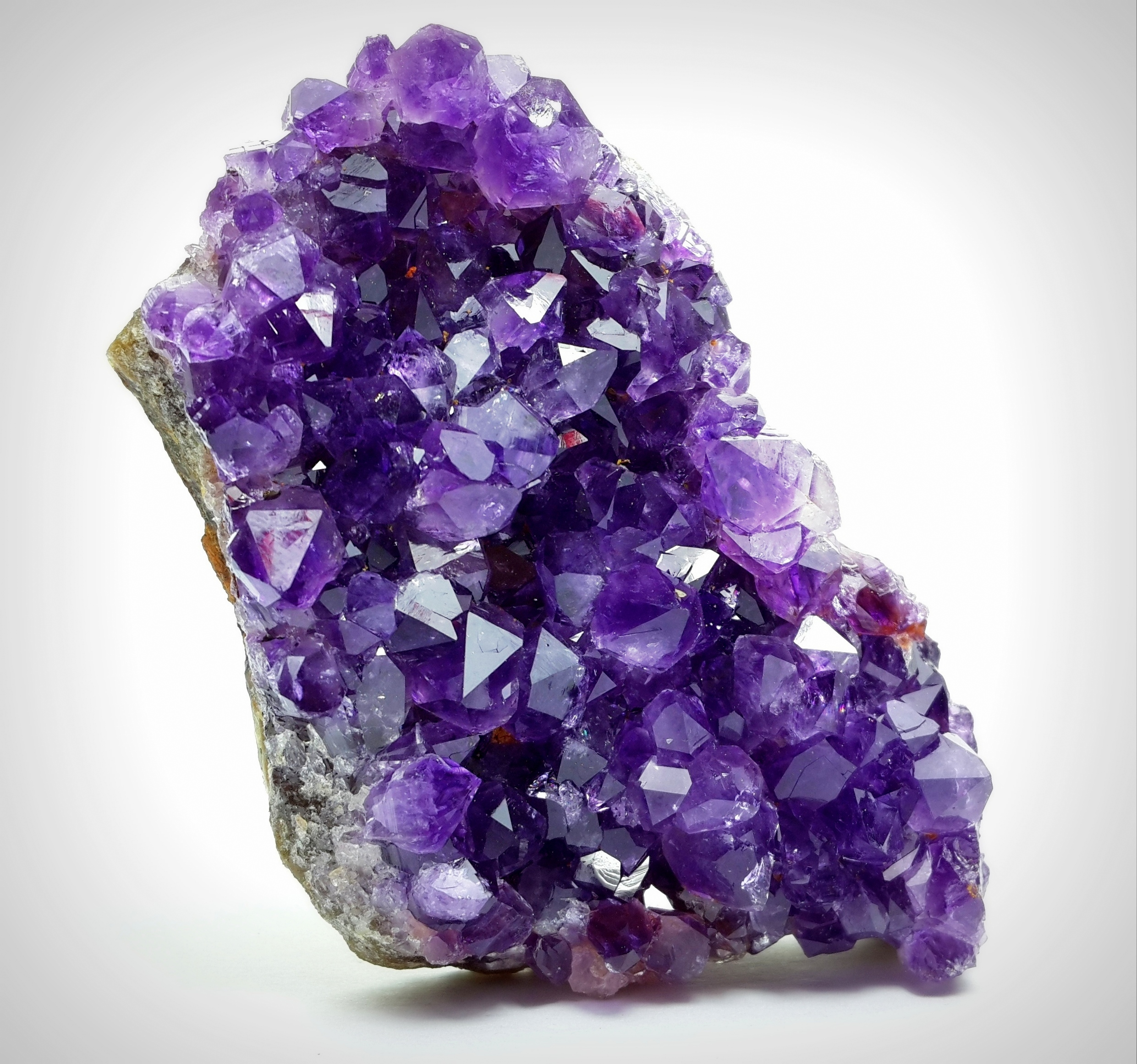
Artigas, Urugwaj
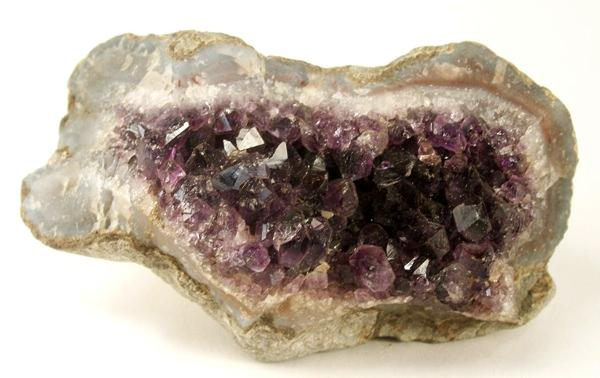
Idar-Oberstein, Góry Hunsrück, Niemcy
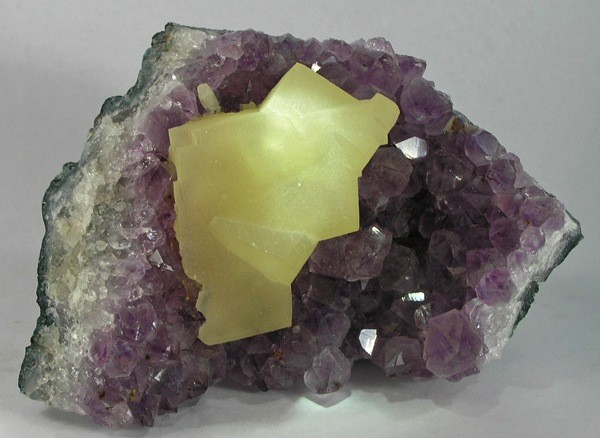
Geoda Ametystowa z Kalcytem, Iraí, Rio Grande do Sul, Brazylia
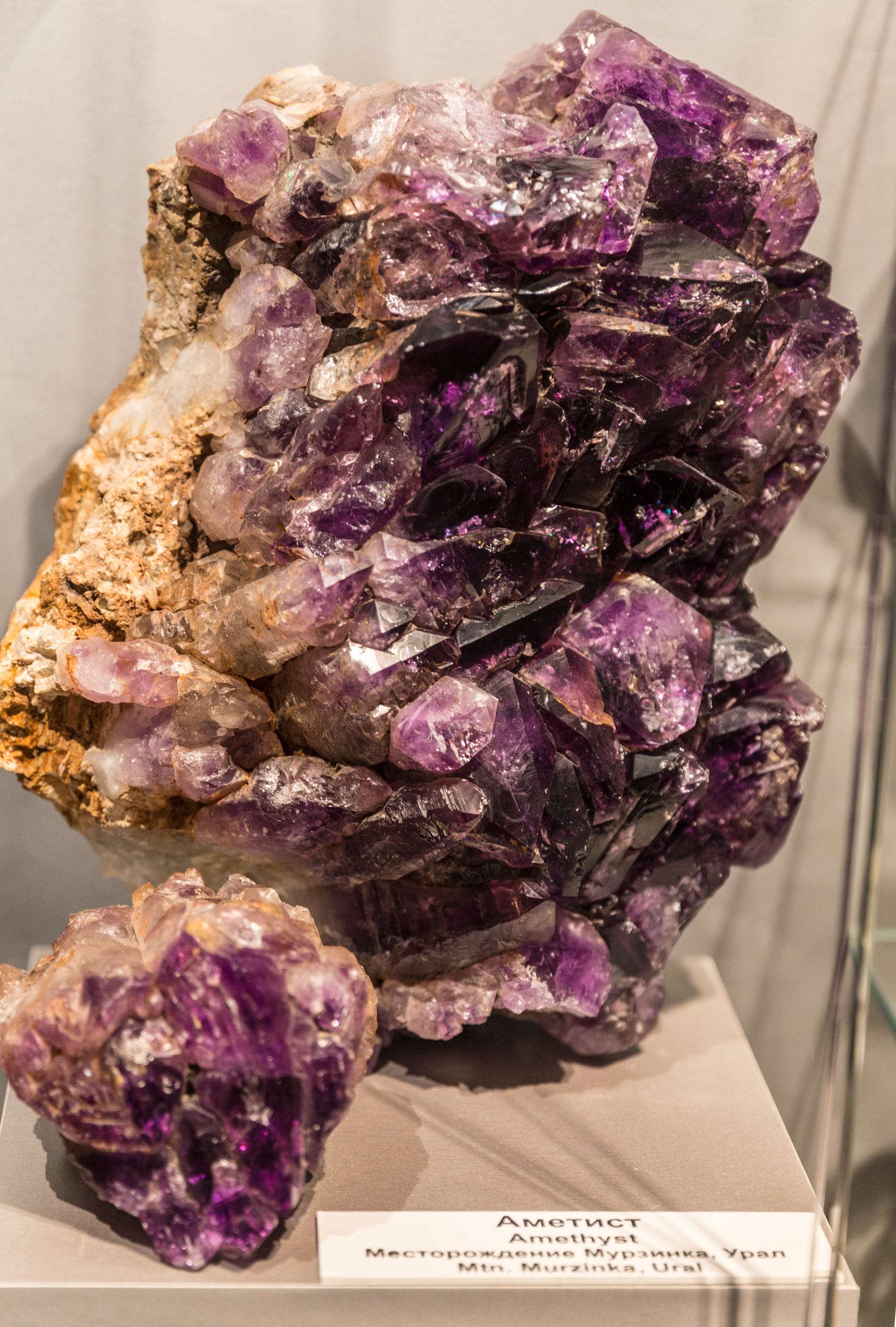
Kirovsk, Półwysep Kolski, Rosja
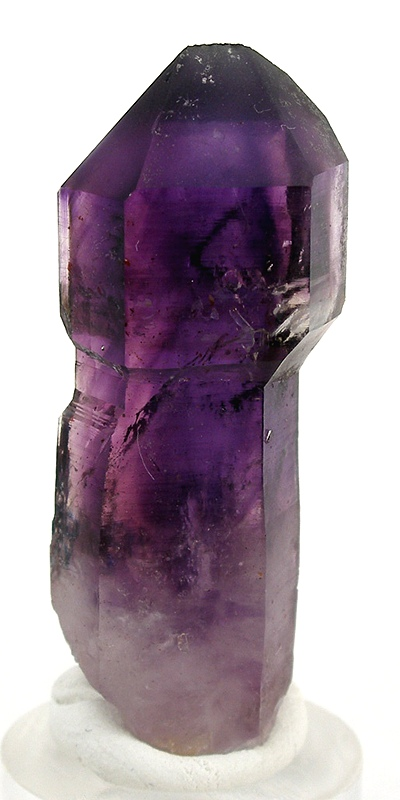
Ametyst berłowy, Brandberg, Namibia
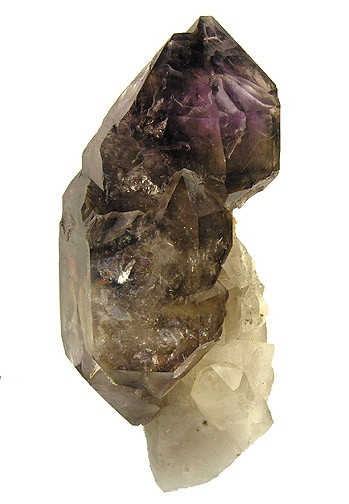
Ametyst berłowy z kwarcem dymnym, Góra Petersen, Nevada, USA
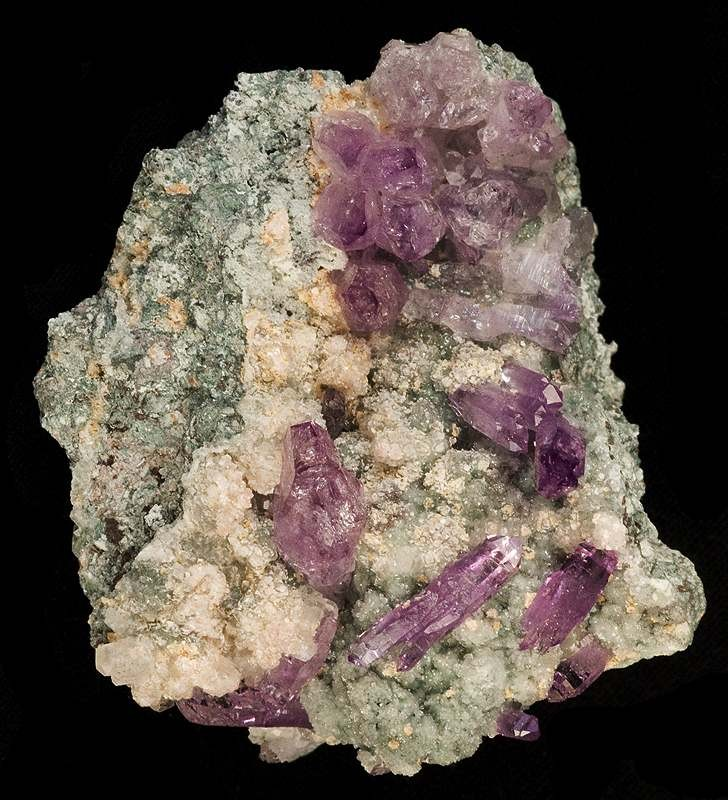
Capurru Quarry, Sardynia, Włochy
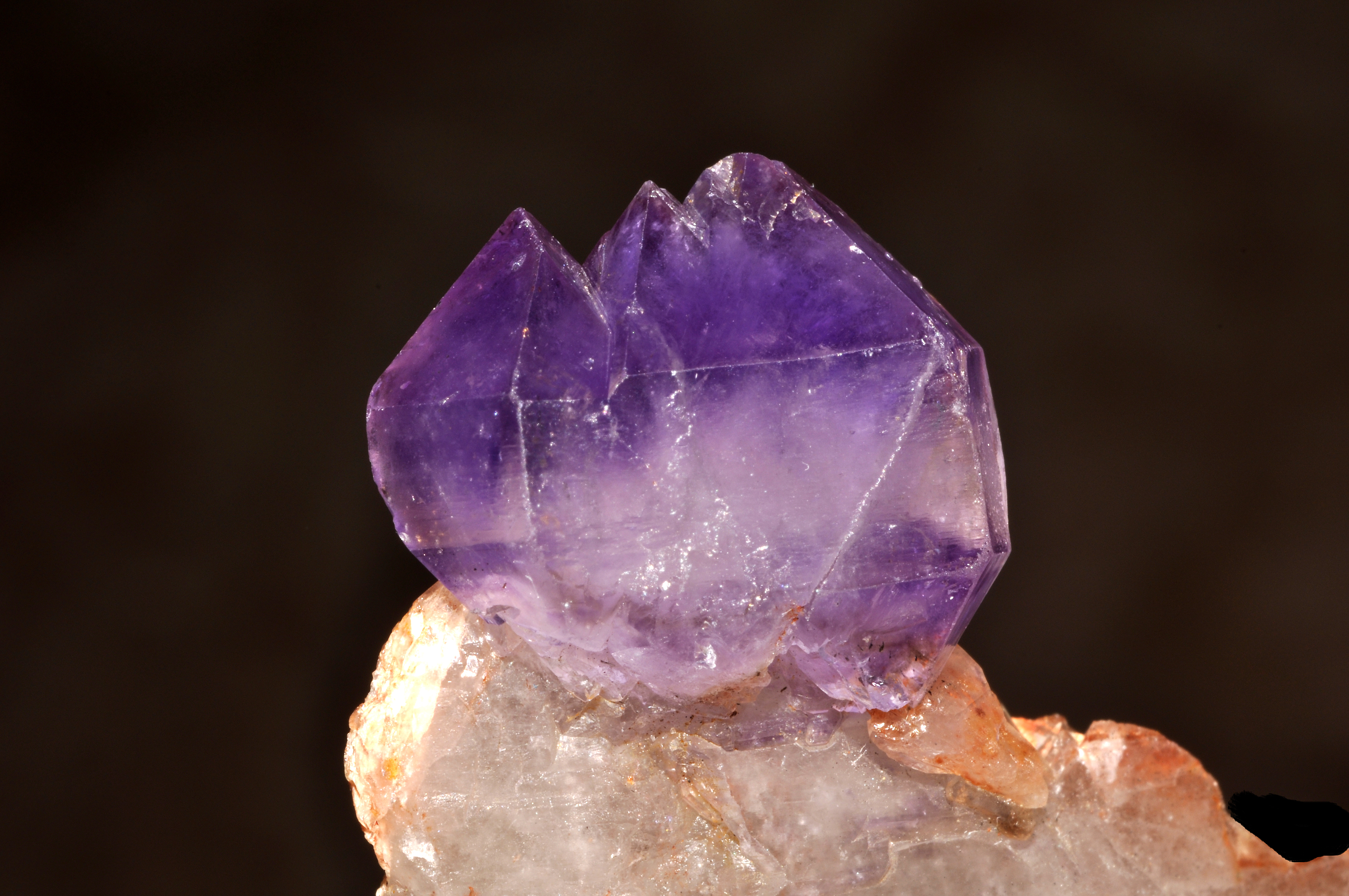
Ametyst, Madagaskar
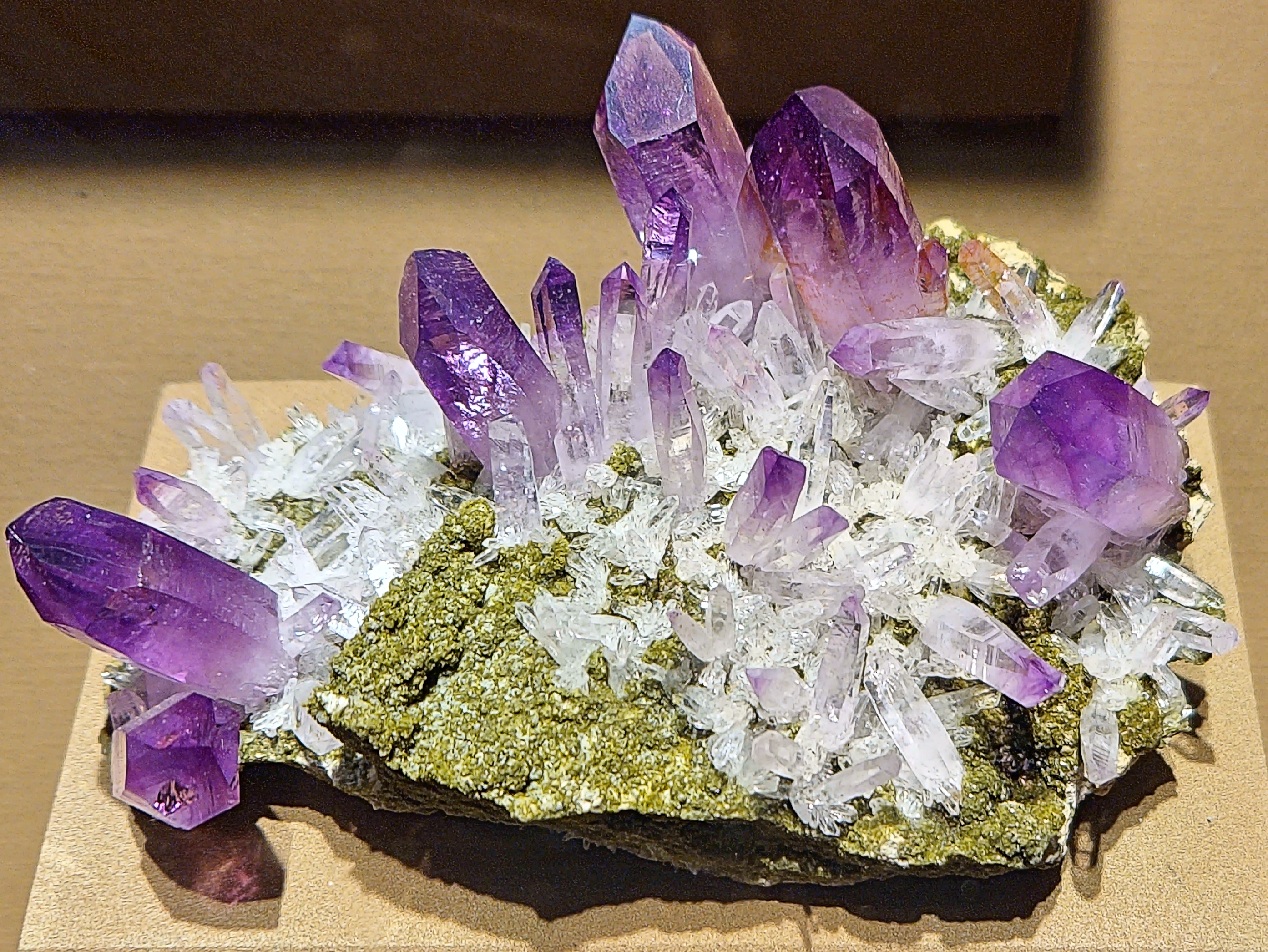
Las Vigas, Veracruz, Meksyk
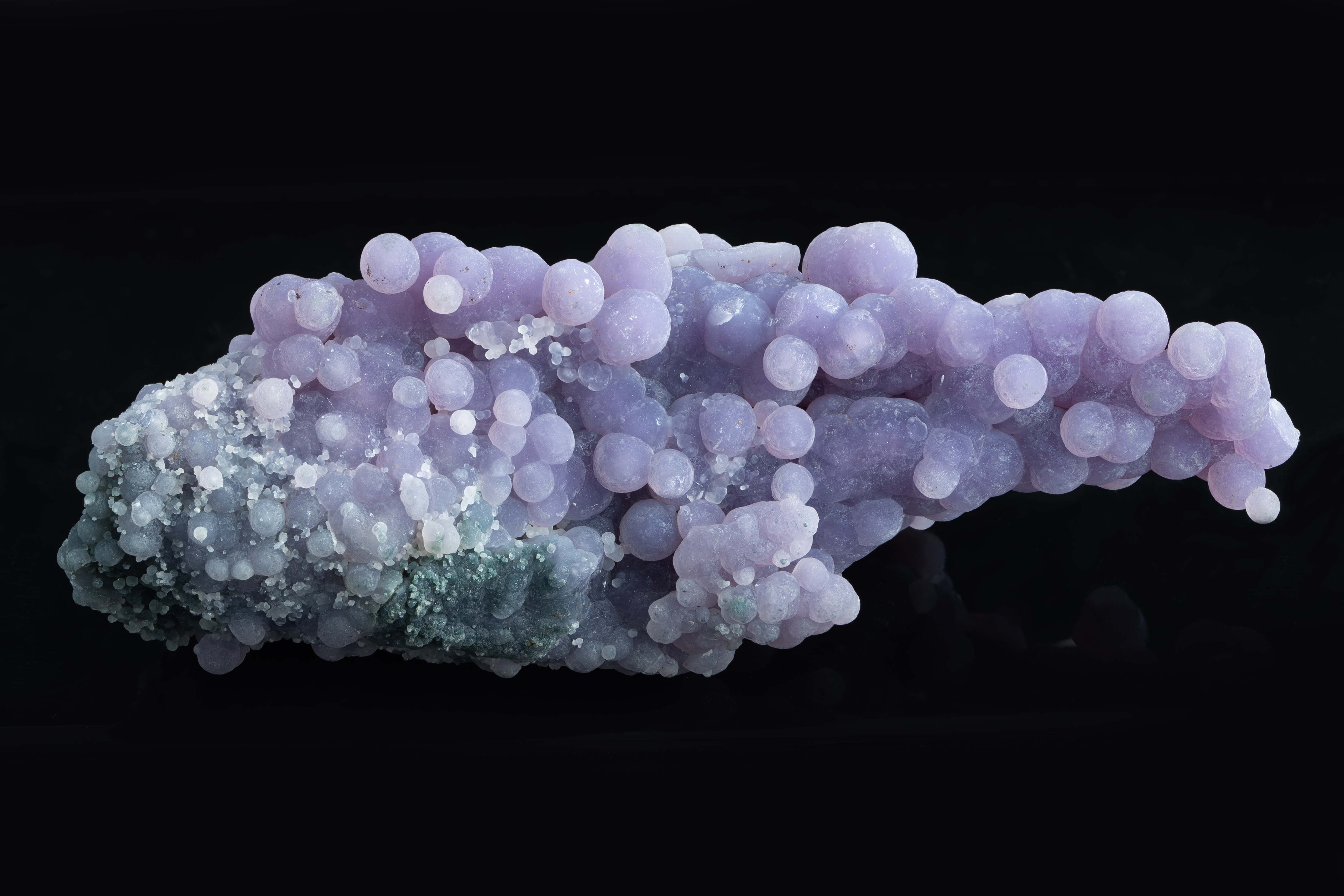
Ametyst (agat) winogronowy, Indonezja

## Zastosowanie
- jest stosowany w jubilerstwie jako kamień półszlachetny
- jest stosowany jako talizman, mający zapewniać pokój, harmonię i spokój[10]

Znane ametysty
- Muzeum Brytyjskie w Londynie – oszlifowany kamień o wadze 343 karatów.
- Smithsonian Institution w Waszyngtonie – oszlifowany brazylijski kamień o wadze 1362 karata; kamień z Północnej Karoliny – 202,5 karata.
- Ametysty były umieszczane w klejnotach koronnych (berło Katarzyny Wielkiej; berło królów brytyjskich).
- W skarbcu watykańskim znajduje się papieski pierścień z ametystem.

## Znaczenie w religii
Ametyst jest wymieniany jako jeden z kamieni pektorału Aarona (Wj 28:19; Wj 39:12). W Apokalipsie św. Jana stanowi ozdobę dwunastej warstwy fundamentu niebieskiego Jeruzalem (Ap 21:20). Od VII wieku ametyst stał się symbolem godności wśród kleru. W skarbcu katedry krakowskiej znajduje się pierścień kardynalski z ametystowym oczkiem należący do Karola Wojtyły. Ametystem zdobione były też krzyże noszone na złotych łańcuchach przez opatów, prałatów i kanoników.

## Znaczenie w kulturze
Ametyst był uważany przez starożytnych Greków za kamień chroniący przed upiciem się. Nazwa Amethystos w języku greckim oznacza „nie pijany”.
Według legendy święty Walenty nosił pierścień z wyrzeźbionym z ametystu kupidynem. Spowodowało to, że ametyst stał się średniowiecznym symbolem prawdziwej, nieskalanej miłości. Później, ze względu na szlachetny kolor, ametyst stał się popularny wśród szlachty i władców.
W 1576 r. francuski poeta Remy Belleau wymyślił legendę, wg której ametyst to nimfa Amethyst zamieniona przez Dianę w kryształ, aby uchronić ją od zabicia przez Bachusa. Bóg poczuł wówczas wyrzuty sumienia i wylał wino ze swego kielicha. Zabarwiło ono kamień na piękny kolor.
Ametyst to kamień odpowiadający jednemu z 12 znaków zodiaku, rybom.
W 1969 roku został uznany za oficjalny klejnot Karoliny Południowej.